# 超塩湖

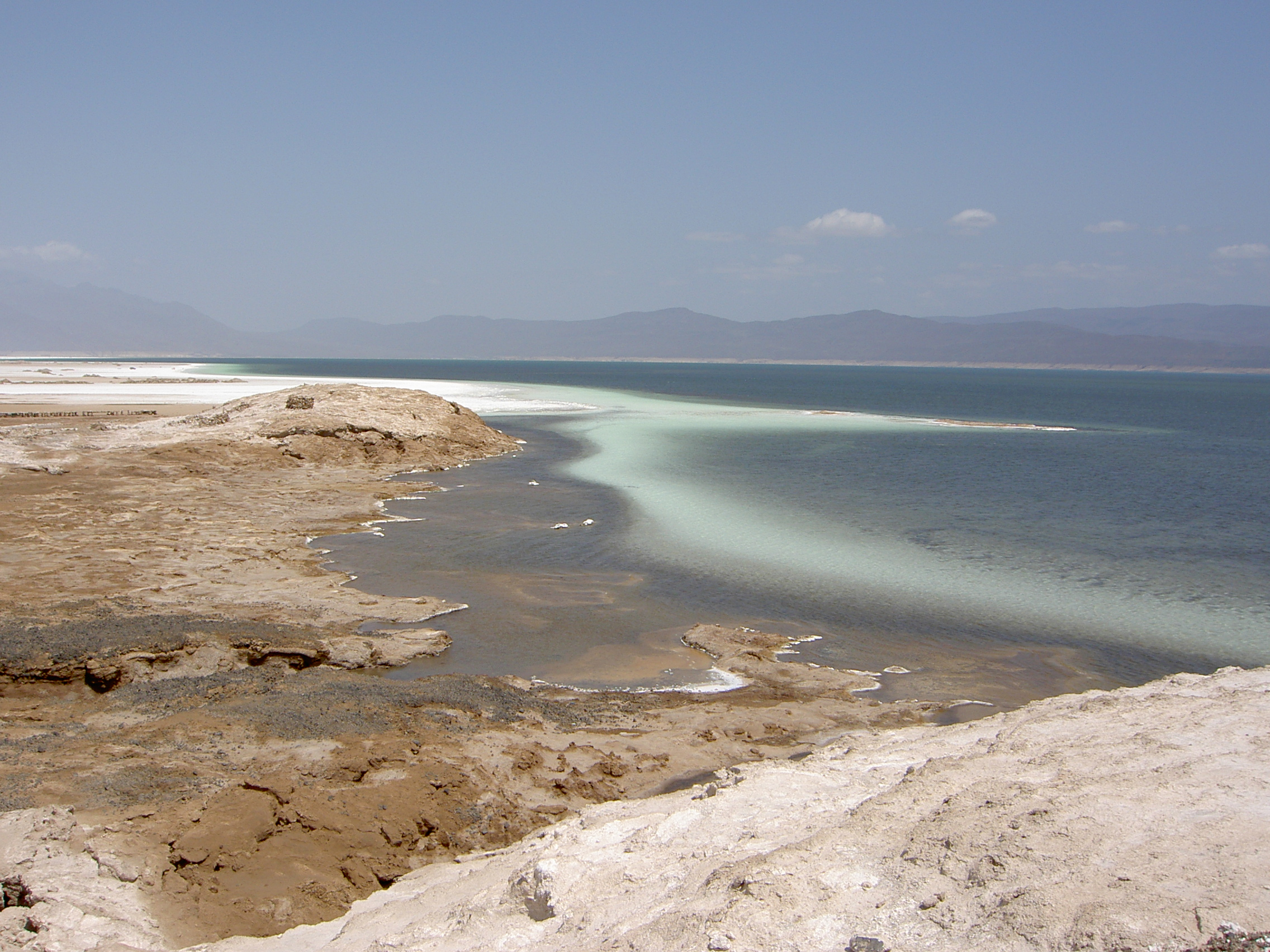
南極大陸以外で最も塩分の多い塩湖のアッサル湖

超塩湖（ちょうえんこ、英語: hypersaline lake）は、海水以上の塩分濃度（3.5%以上）になる程度に塩化ナトリウムやその他の塩を含む湖沼であり、塩湖に含まれる。 
ほとんどの生物が高い濃度の塩分環境下では生存困難であるが、一部の微生物や甲殻類はこれらの環境で繁殖できる。これらの種の中には、乾燥すると休眠状態に入るものがあり、一部は2億5000万年以上生き残ると考えられている。超塩湖の水は、塩分濃度の高さゆえ、浮力が非常に大きい。 
すべての大陸に超塩湖は存在するが、特に乾燥地帯や半乾燥地帯でよくみられる。 
世界で最も塩分濃度の高い湖沼は南極大陸のマクマードドライバレーにあるドンフアン池である。ドンフアン池の水量は、約3,000立方メートル（25メートルプール8.3個分）であるが、常に変化している。塩分濃度は、海水の12倍にあたる44%以上であり、高すぎる塩分濃度のために気温がマイナス50度を下回るときでさえ、池は凍結することがない。 
より大規模な高濃度の塩湖としては、同じく南極大陸のマクマードドライバレーにあるバンダ湖が挙げられる。パンダ湖の塩分濃度は海水の10倍程度となる35%で、冬季には凍結する。 
カナダのデボンアイスキャップには、氷底湖である超塩湖が2つも存在する。 
南極大陸以外で最も塩分濃度の高い湖沼は、アフリカ・ジブチのアッサル湖であり、塩分濃度は34.8％である。また、世界でもっともよく知られた超塩湖として死海が挙げられる。イスラエルとヨルダンの国境をまたいで存在する死海は世界で最も深い超塩湖である。 
ブラジルのアラルアマラグーンは、面積が世界最大の超塩湖である。   